# Ute Hannig

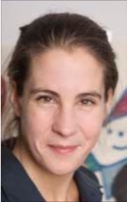
Ute Hannig

Ute Hannig (* 1972 in Hamburg) ist eine deutsche Theater- und Filmschauspielerin.

## Leben
Ute Hannig studierte bis 1992 Schauspiel an der Hochschule der Künste in Berlin. 1997 spielte sie als Slawa in Franz Grillparzers Trauerspiel Libussa bei den Salzburger Festspielen (Regie: Peter Stein) mit. Von 1997 bis 2000 war sie am Schauspiel Köln engagiert, von 2000 bis 2005 am Staatstheater Stuttgart. Sie arbeitete u. a. mit Stephan Kimmig, Karin Henkel, Hasko Weber und Volker Lösch zusammen. 2005 wechselte sie ans Deutsche Schauspielhaus. Hier arbeitete sie u. a. mit Jürgen Gosch und Ivo van Hove. Sie spielte u. a. die Medea (Regie: Karin Henkel), Arkadina in Die Möwe (Regie: Alice Buddeberg) und Ada von Stetten in Zur schönen Aussicht (Regie: Martin Kušej). In der Spielzeit 2006/07 übernahm sie die Rolle der Judith in Arthur Schnitzlers Theaterstück Komödie der Verführung, in der sie auch völlig nackt auftrat.
Am Staatstheater Stuttgart gastierte sie in der Hauptrolle der Selma in Dancer in the Dark (Regie: Christian Brey). Am Deutschen Schauspielhaus spielte sie u. a. in Karin Beiers Inszenierungen Pfeffersäcke im Zuckerland & Strahlende Verfolger und als Corinna in Ayckbourns Komödie Ab jetzt an der Seite von Götz Schubert, in der Welt-Klimakonferenz von Rimini Protokoll, in Ich, das Ungeziefer in der Regie von Viktor Bodó, Oberschwester Boll in Dürrenmatts Die Physiker (Regie: Sebastian Kreyer) sowie in Effi Briest – allerdings mit anderem Text und auch anderer Melodie und als Emily in Geächtet von Ayad Akhtar.
In der Folge SOKO Kiebitz der ZDF-Fernsehserie Notruf Hafenkante spielte sie 2019 die Rolle der Constanze Lier. Im Jahr 2019 spielte sie eine Rolle im ZDF-Fernsehfilm Danowski – Blutapfel.
Nebenher engagiert sich Hannig seit 2015 im Programmkomitee des Projekts „NEW HAMBURG“.

## Theater (Auswahl)
- 1997 Salzburger Festspiele
- 1997–2000 Schauspiel Köln
- 2000–2005 Staatstheater Stuttgart
- Seit 2005 Deutsches Schauspielhaus Hamburg

## Filmografie (Auswahl)
- 2013:	Taufe (Spielfilm/Österreich)
- 2013:	Beste Freundinnen (Fernsehfilm)
- 2017:	Notruf Hafenkante (Fernsehserie, Folge SOKO Kiebitz)
- 2018: Einmal Sohn, immer Sohn (Filmkomödie)
- 2019: Großstadtrevier (Fernsehserie, Folge Der Falke)
- 2019: Tatort – Borowski und das Haus am Meer (Fernsehreihe)
- 2019: Danowski – Blutapfel (Fernsehfilm)

## Auszeichnungen
- 2015: Publikumspreis beim Hamburger Theaterfestival Hauptsache frei für den Soloabend Nirvana sehen der Theaterkompagnie Meyer&Kowski in einer Inszenierung von Marc von Henning
- 2020: Theaterpreis Hamburg – Rolf Mares für ihre Darstellung der Rolle der Ora in Eine Frau flieht vor einer Nachricht am Deutschen Schauspielhaus Hamburg